# 목란비데오
목란비데오(木蘭비데오, 영어: Mokran Video, 표준어: 목란비디오)는 1992년 12월 설립된 조선민주주의인민공화국의 회사이다. 조선민주주의인민공화국의 영상 저작물의 저작권을 가지고 있으며, 저작물에 대한 녹음 녹화물 제작 및 판매를 맡고 있다. 2012년 기준 평양시내에 목란비데오 판매소가 50여 곳에 이르며, 각 조선민주주의인민공화국 전국의 매대에 새로 수록한 DVD와 CD를 공급하고 있다.

## 개요
목란비데오는 생산한 콘텐츠 가운데서 가장 큰 인기를 모으는 것은 조선민주주의인민공화국의 음악과 영화, 화술 소품 등 무대 예술 작품들이라고 소개하였다. 2000년대에는 어린이들과 청소년들을 위한 외국어 어화를 비롯하여 학습용 DVD와 세계 상식, 지식 산업을 비롯한 최신 경제 기술 성과들을 담은 매체들도 제작되어 인기가 대단하다고 한다. 2006년 5월, 김정일의 지시로 목란비데오사에 DVD 공장을 세운 뒤 원료 투입부터 사출 성형과 냉각, 도금과 검측, 인쇄에 이르는 모든 공정을 무인화로 작업해 하루 수십만 장의 DVD를 생산할 수 있게 되었다.

## 문화 개방
2017년 7월 7일, 자유아시아방송에 따르면 목란비데오의 영상물 판매소에서 월트 디즈니의 작품 라이온 킹과 라푼젤과 곰돌이 푸, 쿵푸팬더를 판매하고 있으며, 특히 동구권 영화와 인도의 영화들을 많이 판매하고 있다고 전했다.
목란비데오에서 운영하는 사이트 목란은 윈도우 XP, 붉은별, 안드로이드 기반의 플랫폼에서 영상을 다운로드를 받아 온라인으로 시청할 수 있도록 하였다.

## 교류
2011년, 목란비데오는 홍콩의 《Kuk Jae Movie Video Co., Ltd.》회사를 통해 조선민주주의인민공화국의 영화 및 음악들을 온라인 사이트에서 판매, 보급하기 시작하였다. 그 후 2년 뒤인 2013년 11월, 목란비데오의 홈페이지가 폐지되었다.